# Ella Maillart
Pour les articles homonymes, voir Maillart.
Ella Maillart (20 février 1903 à Genève - 27 mars 1997 à Chandolin, Suisse) est une exploratrice, voyageuse, écrivaine et photographe suisse.

## Biographie
Ella Maillart est la fille de Paul Maillart (1866-1936), un fourreur genevois libéral, et de Marie Dagmar, née Kliim (1874-1957), une sportive danoise. Sa famille s'installe au Creux de Genthod au bord du lac Léman en 1913. Attirée dès son jeune âge par le sport, Ella Maillart rencontre Hermine de Saussure (surnommée « Miette »), fille d'un officier de marine (et arrière-arrière-petite-fille de Horace-Bénédict de Saussure, considéré comme le fondateur de l’alpinisme), avec qui elle pratique la voile et le ski. Elle fonde à 16 ans le premier club féminin de hockey sur terre en Suisse romande, le « Champel Hockey Club ». À 20 ans, elle fait avec Hermine la traversée de Cannes à la Corse et fait la connaissance d'Alain Gerbault qui est en train de préparer son Firecrest pour sa fameuse traversée en solitaire de l'océan Atlantique. Elle barre un monotype national pour la Suisse aux régates olympiques de 1924, seule femme et la plus jeune de la compétition. Elle participe en 1925 à une croisière en Méditerranée de Marseille à Athènes avec quatre autres jeunes femmes dont Miette de Saussure et Marthe Oulié. Un concours de circonstances et le mariage de son amie Miette avec l'archéologue français Henri Seyrig (mariage dont sera issue l'actrice Delphine Seyrig) l'oblige à abandonner son rêve de vivre en mer. Membre de l'équipe suisse de ski, elle défend, de 1931 à 1934, les couleurs de la Suisse aux quatre premiers championnats du monde de ski alpin mais, attirée par le cinéma russe, elle part pour Moscou faire un reportage dont elle tire son premier livre : Parmi la jeunesse russe.

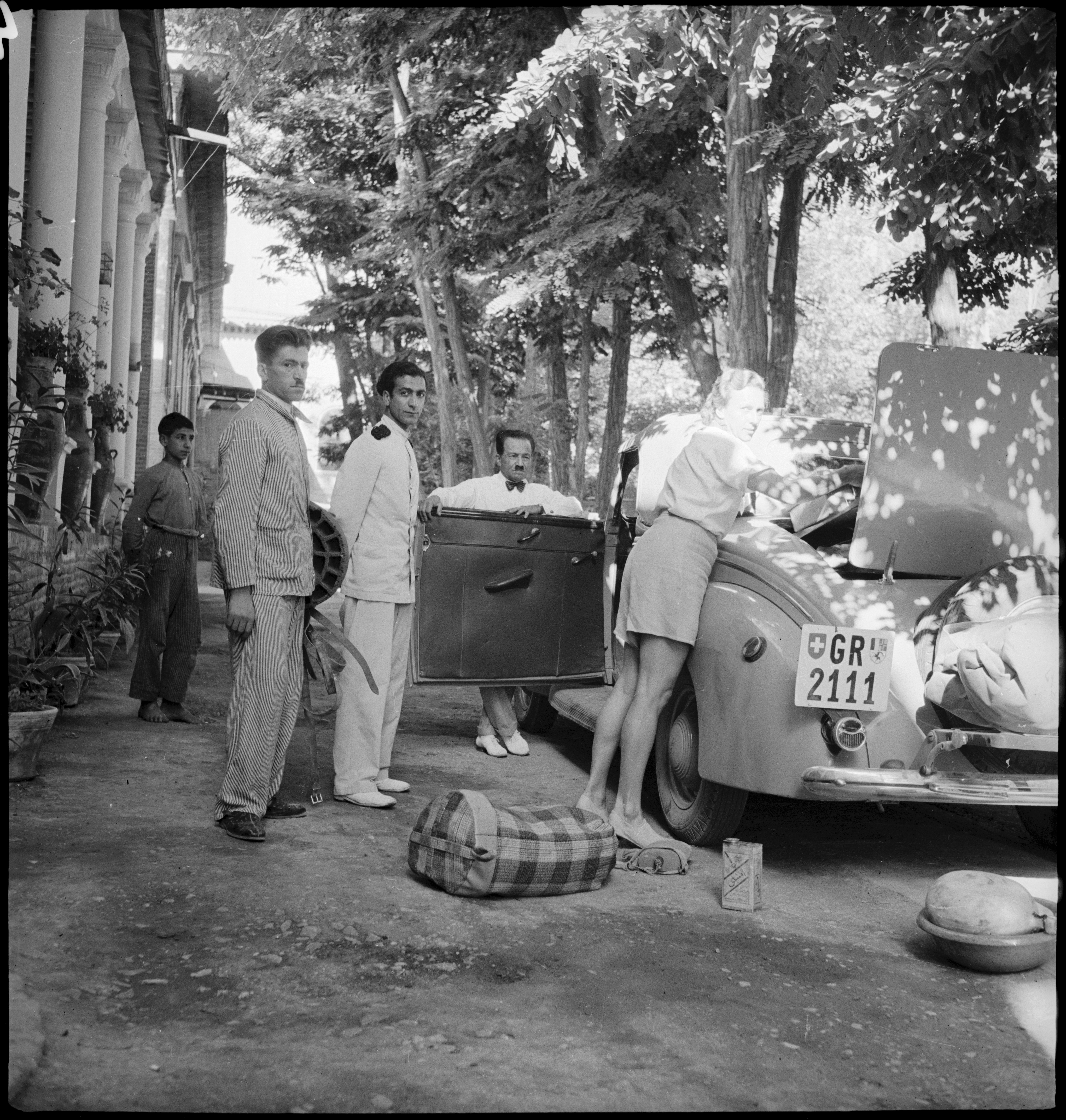
Ella Maillart en Iran en 1939-1940.

### À la découverte de l'Asie
Elle effectue un premier séjour  à Moscou en 1930, et rentre en traversant le Caucase. Elle tirera de ce voyage son premier livre, Parmi la jeunesse russe. Avec deux couples rencontrés à Moscou, elle se rend au Turkestan russe en 1932. Elle gagne la chaîne du T'ien Shan (monts Célestes), découvre les Kirghizes, les Kazakhs, les Ouzbeks. Elle grimpe une montagne de 5000 m avec des skis bricolés. Elle rentre seule en Europe avec son sac à dos à travers l'Asie centrale soviétique, encore agitée par les répressions de l'Armée Rouge. Elle voyage sans permis, en évitant les points de passage dangereux. Cette performance est saluée à son retour à Paris, et elle en tire le récit. C'est une performance, un véritable scoop, que tout le monde salue quand elle arrive à Paris, avec ses films et ses carnets de notes. Elle tire de ce voyage le livre Des monts Célestes aux sables Rouges. En 1934, elle convainc le rédacteur en chef du  Petit Parisien, Élie-Joseph Bois de l'envoyer au Mandchoukuo, État créé par les Japonais en Chine en 1932. Le plus grand quotidien d'alors finance son expédition et lui fournit une carte de presse qui lui procure les facilités de passage. Elle y rencontre Peter Fleming, grand reporter pour The Times et agent du MI6 et se lance avec lui, en février 1935, dans un voyage de six mille kilomètres, de Pékin jusqu'à Srinagar, qui va durer sept mois et dont le récit sera retracé à la fois par Peter Fleming dans son livre Courrier de Tartarie et par Ella Maillart sous le titre Oasis interdites, qui connait un grand succès et lui donnera les moyens de voyager à nouveau.
En 1937, elle traverse l'Inde, l'Afghanistan, l'Iran et la Turquie pour faire des reportages, puis en 1939, elle part dans une Ford, de Genève à Kaboul, avec Annemarie Schwarzenbach (nommée Christina dans le récit qu'elle rédige du voyage sous le titre La Voie cruelle), qu'elle essaie de libérer de la drogue. Elle fut une pionnière de la photographie couleur avant la Seconde Guerre mondiale.
De 1940 à 1945, elle passe cinq ans dans le sud de l'Inde auprès des maîtres de sagesse Ramana Maharshi et Atmananda Krishna Menon.

### Ancrage à Chandolin
De retour en Suisse, elle découvre, grâce au peintre Edmond Bille, le village de Chandolin, situé à 2 000 m d'altitude, dans le Val d'Anniviers (canton du Valais), qui deviendra une ancre dans sa vie nomade. Elle s'y fait construire un chalet et y habite en solitaire, de mai à octobre, à partir de 1948. De 1956 à 1987, Ella devient guide culturel et fait découvrir plusieurs pays d'Asie à de petits groupes de voyageurs.
Dans un article intitulé Pourquoi voyager, Ella fait siennes ces paroles du maître chinois Chuang Tzou : « Si nous abordons les choses par leurs différences, même le foie et la rate sont aussi éloignés que les villes de Ch'u et Yueh. Si nous les abordons par leurs ressemblances le monde est un. »
Ella fait du vélo et du ski jusqu'à l'âge de 80 ans.
La commune de Chandolin lui rend hommage en organisant dans le village une exposition permanente qui retrace sa vie, à travers des photographies et de nombreux objets de voyage. Les manuscrits et documents d'Ella Maillart sont conservés à la Bibliothèque de Genève, son œuvre photographique au musée de l'Élysée à Lausanne (20 000 négatifs et 10 000 positifs) et ses films à la Cinémathèque suisse de Lausanne.

## Galerie

Voyages d'Ella Maillart
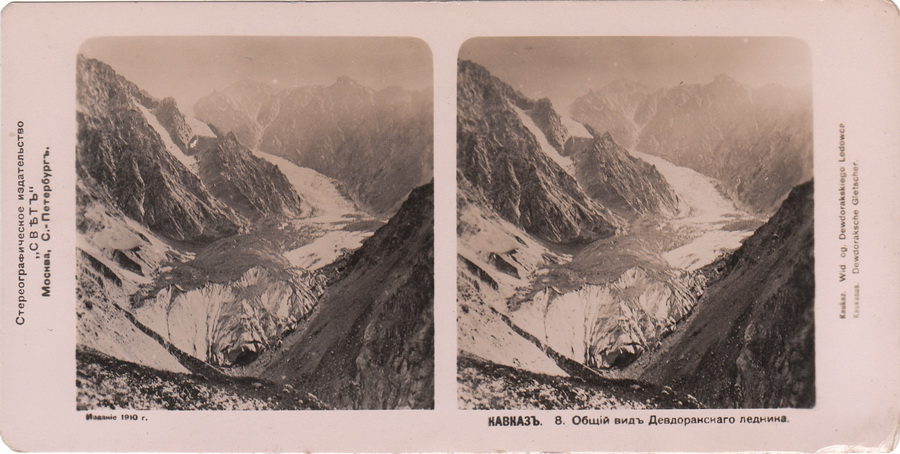
Glacier de Devdakari (Caucase) vers 1910.
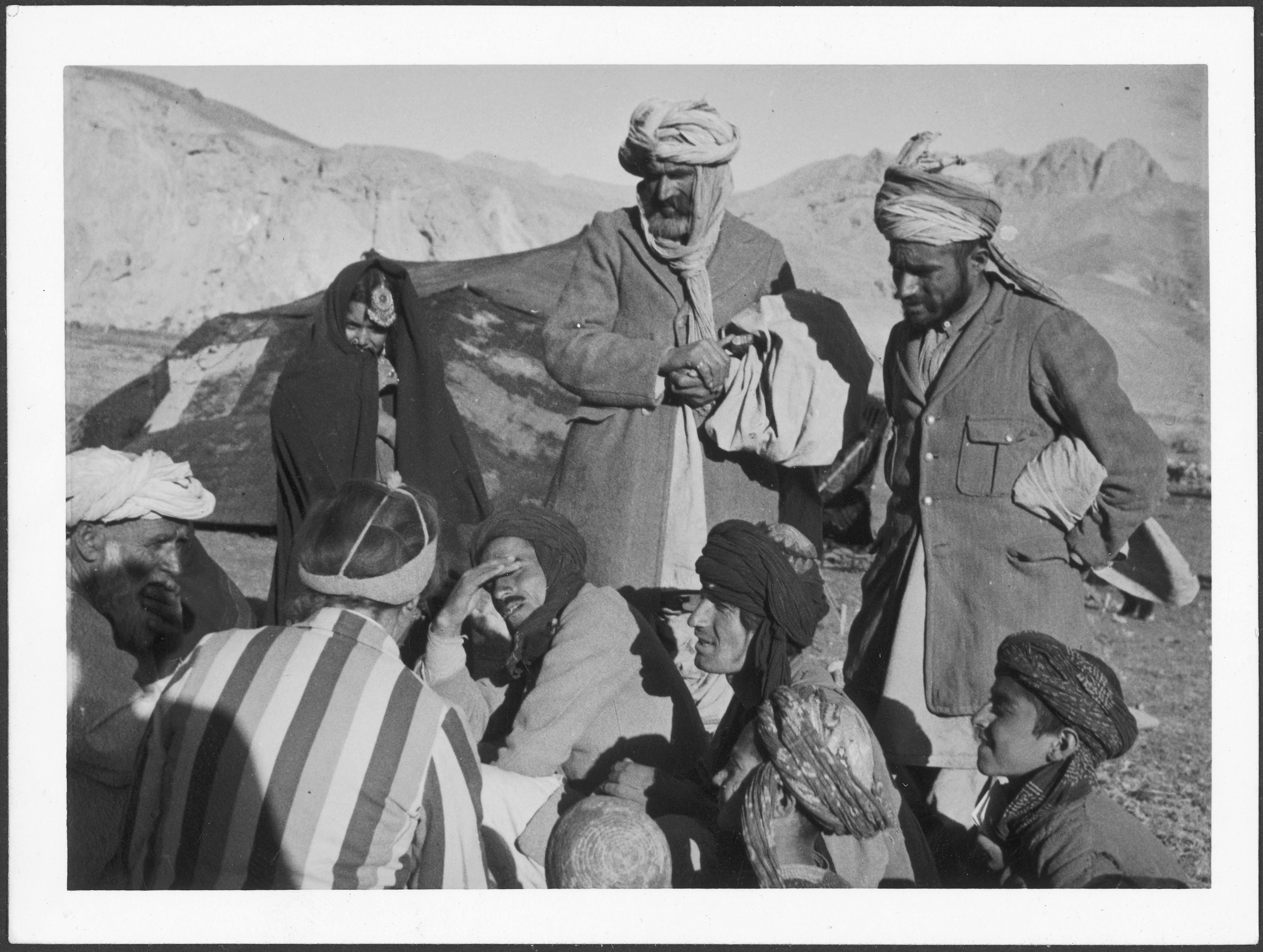
Ella Maillart (de dos) parlant avec des nomades afghans à Bâmiyân, photographie d'Annemarie Schwarzenbach, 1939-1940.
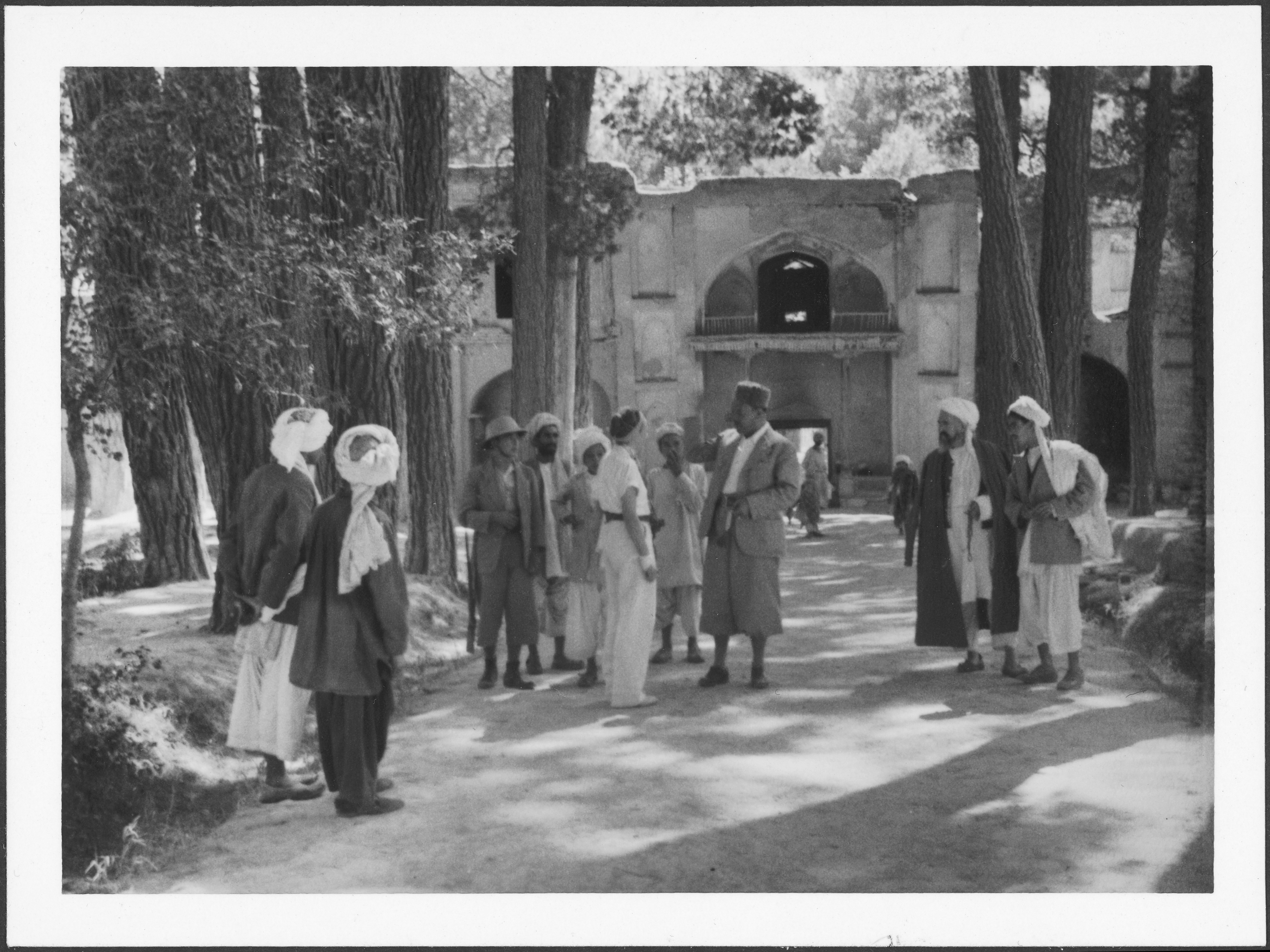
Ella Maillart visitant le sanctuaire de Karukh (en) (Afghanistan), photographie d'Annemarie Schwarzenbach, 1939-1940.
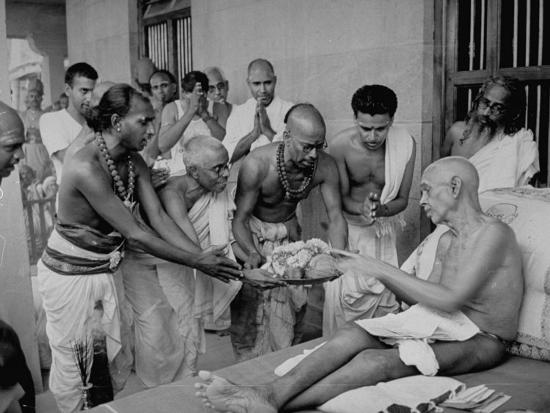
Ramana Maharshi avec ses disciples.

## Publications

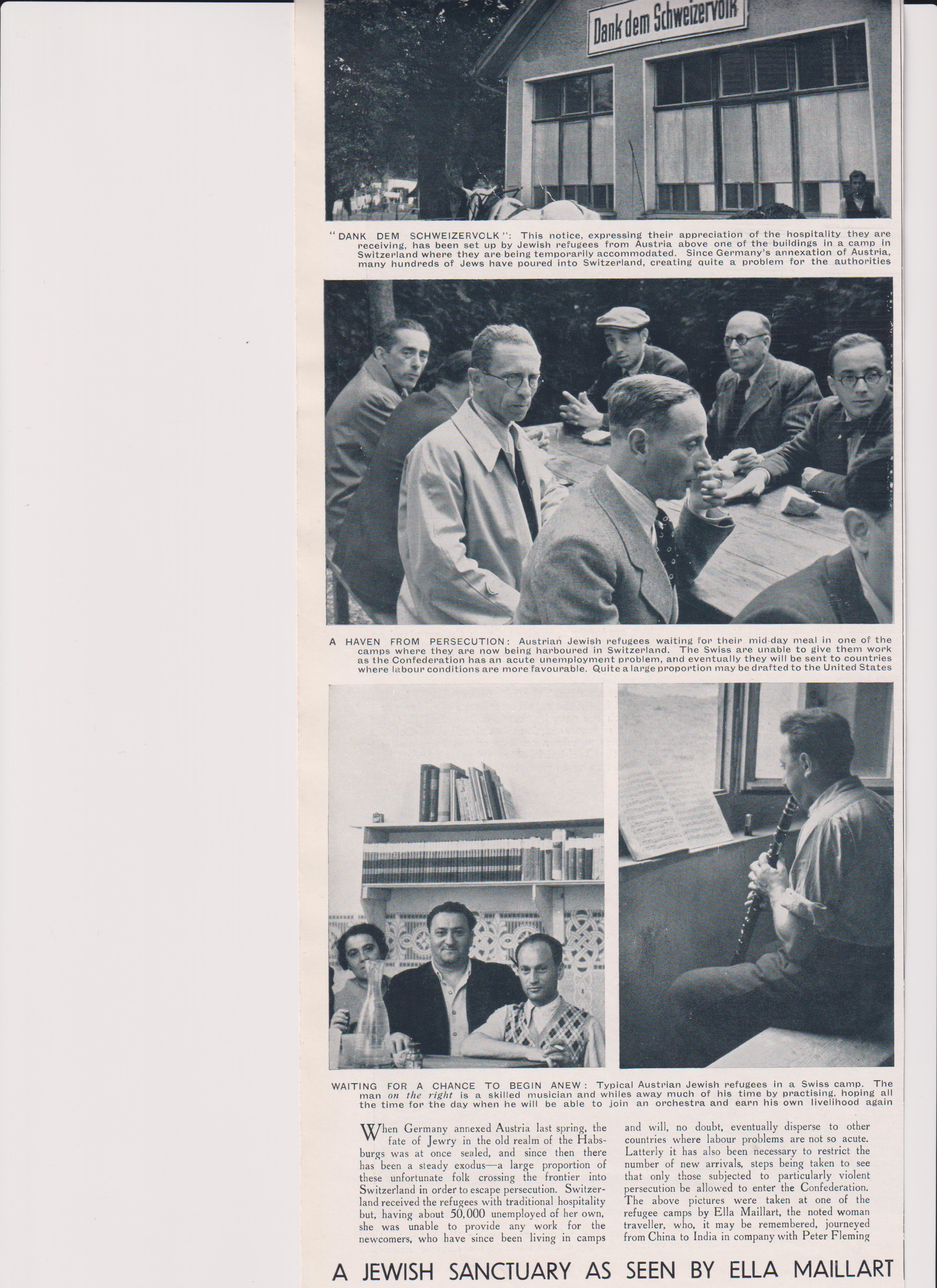
Ella Maillart écrit un article pour The Sphere sur la Suisse en tant que pays d'accueil humanitaire pour les réfugiés juifs d'Autriche, 1938. La Suisse est présentée comme généreuse, les réfugiés comme un fardeau. Article dans la collection du Musée juif de Suisse.

- Parmi la jeunesse russe - De Moscou au Caucase, Paris, Fasquelle, 1932, Lausanne, Éditions 24 Heures, 1989 (raconte son voyage en URSS en 1930)
- Des Monts célestes aux sables rouges, Paris, Grasset, 1934, Paris, Payot 1986 (raconte son voyage en Asie centrale soviétique)
- Oasis interdites - De Pékin au Cachemire, Paris, Grasset, 1937, Lausanne, Éditions 24 Heures, 1982 (le récit de son périple avec Peter Fleming)
- (en) Gypsy Afloat, Londres, W. Heinemann, 1942 (sur ses années de navigation)
- (en)Cruises & Caravans, Londres, J.M. Dent, 1942
- (en)The Cruel Way, Londres, W. Heinemann, 1947 (son voyage de Genève à Kaboul avec Annemarie Schwarzenbach)
- (en)Ti-puss, Londres, W. Heinemann, 1951 (le récit de ses cinq ans en Inde)
- Croisières et Caravanes, autobiographie, Neuchâtel, La Baconnière, 1951, Lausanne, Éditions 24 Heures, 1984
- La Voie cruelle, Genève, Éditions Jeheber, 1952 (son voyage de Genève à Kaboul avec Annemarie Schwarzenbach)
- (en)The Land of the Sherpas, Londres, Holder & Stoughton, 1955 (photographies et textes relatifs à son premier séjour au Népal)
- Ti-puss ou l'Inde avec ma chatte, Renens, Éditions La Tramontane, 1979 (le récit de ses cinq ans en Inde)
- Gypsy afloat : la vagabonde des mers, Paris, Payot, 1991 (sur ses années de navigation)
- La Vie immédiate, photographies prises et réunies par Ella Maillart, accompagnées des textes de Nicolas Bouvier, Lausanne, Payot, 1991
- Ella Maillart au Népal, photographies et textes d'Ella Maillart, réunis et présentés par Daniel Girardin, Lausanne, Musée de l'Elysée, Arles, Actes Sud, 1999
- Ella Maillart / Nicolas Bouvier : témoins d’un monde disparu, Carouge, Zoé, 2002, photographies d'Ella Maillart et portrait par Nicolas Bouvier
- Cette réalité que j'ai pourchassée, Carouge, Zoé, 2003 (recueil de lettres adressées par Ella Maillart à ses parents)
- Ella Maillart sur les routes de l'Orient, 130 photographies prises par Ella Maillart, réunies et présentées par Daniel Girardin, Arles, Actes Sud, Lausanne, Musée de l'Élysée, Musée Olympique, 2003
- Bribes de sagesses, Arles, Actes Sud, 2007
- Chandolin d'Anniviers, textes et photographies d'Ella Maillart, Chandolin, Association Les Amis d'Ella Maillart, 2007
- Envoyée spéciale en Mandchourie: en Asie où guettent les maîtres de demain, Genève, Zoé, 2009 (recueil de reportages réalisés en 1934 pour le journal Le Petit Parisien)
- Au pays des sherpas, Carouge, Zoé, 2017
- Ella Maillart – regards sur Chandolin, Chêne-Bourg, Zoé, 2021
- Ma philosophie du voyage. Paris, Payot, 2022, Petite bibliothèque Payot.

## Films et vidéos
- Ella Maillart, écrivain. Un entretien avec Bertil Galland, 54 min, Les Films Plans fixes, Lausanne, 1984
- Ella Maillart chez Bernard Pivot (émission La vie est un long fleuve tranquille), INA, France, mars 1989
- Le voyage au Kafiristan de Donatello Dubini, 2001, film de fiction retraçant le voyage d'Annemarie Schwarzenbach et d'Ella Maillart  en 1939[12]
- Entretiens avec Ella Maillart : Le Monde - mon héritage (coffret, 1 CD d'interviews radiophoniques et 1 DVD du film Les itinéraires d'Ella Maillart), 2009
- Ella Maillart - Double Journey, un film de Mariann Lewinsky et Antonio Bigini, 2015

## Hommages

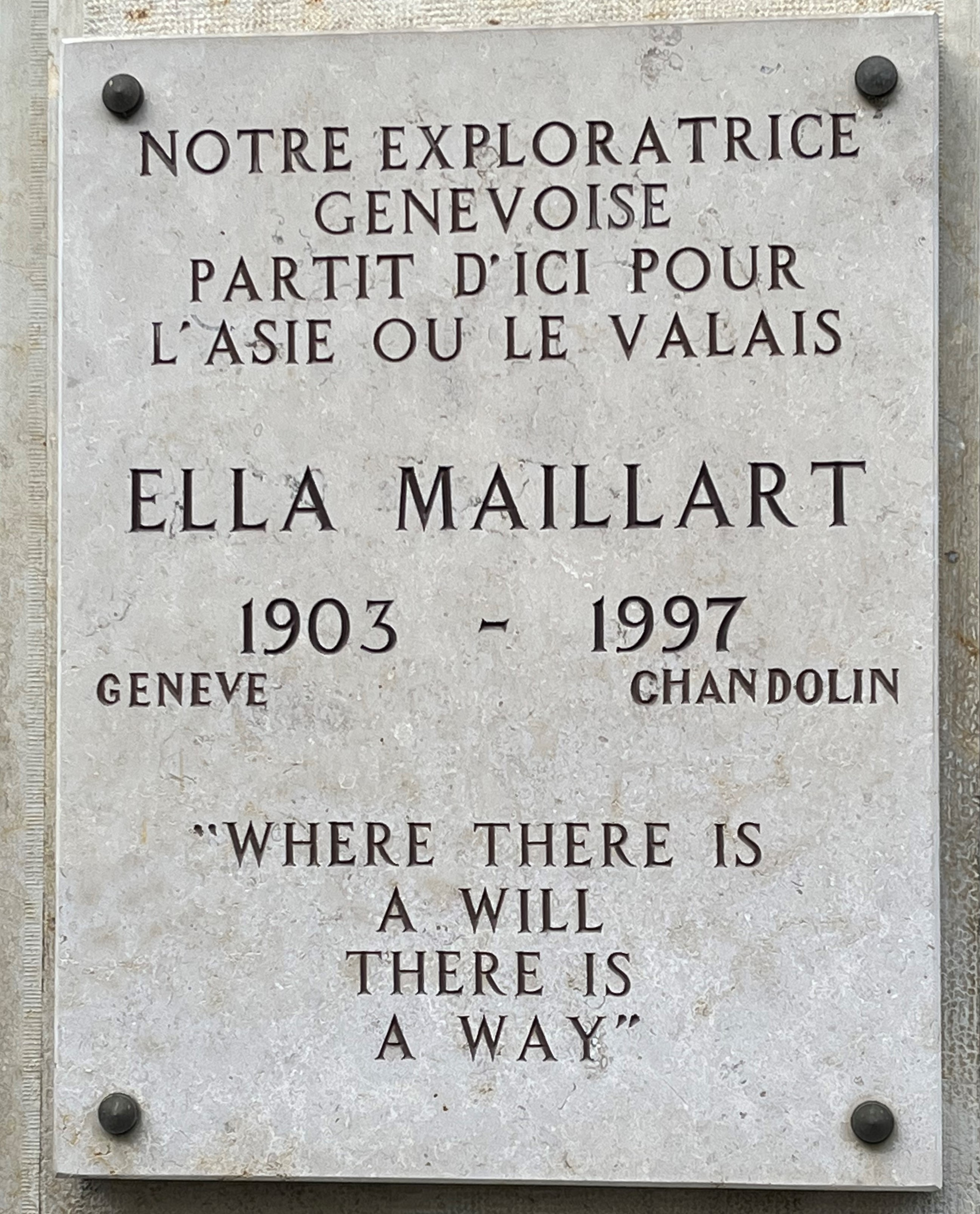
Plaque commémorative sur l'immeuble 10 rue Gaspard-Vallette à Genève.

- À Genève (Suisse), l'École de culture générale Ella-Maillart a été baptisée au nom d'Ella Maillart, en 2009[réf. nécessaire].
- À Genève, une crèche porte son nom au boulevard de la Cluse 73[13]
- Une rue à Toulouse, à l'arrêt Hippodrome du tram T1.[réf. souhaitée]
- Une rue à Massy (91300), en région parisienne.[réf. souhaitée]
- Une rue à Vannes (56000), dans le Morbihan.[réf. souhaitée]
- Une rue à Niort (79000) dans les Deux Sèvres.[réf. souhaitée]
- Une rue de Genève porte son nom depuis le 19 octobre 2016, Chemin Ella-Maillart[14].
- Une plaque commémorative est visible sur l'immeuble du 10 avenue Gaspard-Vallette, où elle a vécu à Genève.
- Ella Maillart a été nommée bourgeoise d'honneur de Chandolin.[réf. nécessaire]

## Distinctions
- Prix Schiller, Suisse (1953) ;
- Sir Percy Sykes Memorial Medal de la Royal Society for Asian Affairs, Londres (1955) ;
- Prix quadriennal de la Ville de Genève (1987) ;
- Prix littéraire Alexandra David Neel (1989) ;
- Grand prix du livre maritime, festival de Concarneau (1991) ;
- Prix et médaille Léon Dewez de la Société de géographie de Paris (1994).

## Expositions
- Ella Maillart navigatrice, 2 mars - 2 juin 2024, Musée Bolle, Morges[15]
- Ella Maillart, Anne-Julie Raccoursier et Pauline Julier, 7 décembre 2023 - 21 avril 2024, Musée d'art et d'histoire de Genève[16]

## Archives
Fonds Ella Maillart (20e siècle) [10 mètres linéaires, papiers personnels, correspondances, œuvres, papiers littéraires, journal, récits et notes de voyages, coupures de presse, documents audio-visuels].  Cote : CH-000007-9 CH BGE Ms. fr. 7086-7159. Genève : Bibliothèque de Genève (présentation en ligne).